# Hobro IK
A Hobro IK, teljes nevén Hobro Idræts Klub egy dán labdarúgócsapat. A klubot 1913-ban alapították, székhelye Hobro városa. Jelenleg az első osztályban szerepel.

## Külső hivatkozások
- (dánul) Hivatalos weboldal